# Акменс, Янис
Янис Акменс (латыш. Jānis Akmens; 5 сентября 1887, Берени, Скуйенская волость — 25 ноября 1958, Рига) — латвийский журналист и общественный деятель.
Окончил Николаевскую гимназию в Риге и юридический факультет Московского университета (1914).
Дебютировал в печати в 1903 г. в газете Baltijas Vēstnesis. Вернувшись в Ригу в 1914 году, входил в состав редакции газеты Dzimtenes Vēstnesis (до 1917 г.). В 1917 г. вместе с Юрисом Калныньшем и Николаем Шилиньшем предпринял попытку возродить издание газеты Baltijas Vēstnesis, в 1919 г. опубликовал на её страницах (с продолжением) свой роман «Цветок папоротника» (латыш. Papardes zieds). В 1920—1922 гг. редактор газеты Latvijas Vēstnesis.
В 1922—1940 гг. работал в латвийской секции Красного Креста, с конца 1920-х гг. её генеральный секретарь. В 1929 г. награждён Орденом Трёх Звёзд.